# Morven Christie
Morven Christie (Helensburgh, 1º settembre 1981) è un'attrice britannica.

## Filmografia parziale

### Cinema
- House of 9, regia di Steven R. Monroe (2005)
- The Flying Scotsman, regia di Douglas Mackinnon (2006)
- The Young Victoria, regia di Jean-Marc Vallée (2009)
- Shell, regia di Scott Graham (2012)
- Lilting, regia di Hong Khaou (2014)
- The Road Dance, regia di Richie Adams (2022)

### Televisione
- Oliver Twist – miniserie TV, 5 episodi (2007)
- Il romanzo di Amanda (Lost in Austen) – miniserie TV, 4 puntate (2008)
- Monday Monday – serie TV, 7 episodi (2009)
- Twenty Twelve – serie TV, 7 episodi (2012)
- Hunted – serie TV, 8 episodi (2012)
- Poirot (Agatha Christie's Poirot) – serie TV, episodio 13x04 (2013)
- Delitti in Paradiso (Death in Paradise) – serie TV, episodio 3x08 (2014)
- Grantchester – serie TV, 19 episodi (2014-2017)
- The A Word – serie TV, 17 episodi (2016-2020)
- The Bay – serie TV, 12 episodi (2019-2021)
- Lockwood & Co. – serie TV, 3 episodi (2023)